# Caipirissima
Caipirissima is een cocktail met rum, limoen, bruine suiker en crushed ijs.

## Variaties
Er zijn variaties op deze cocktail. Deze worden gebruikt als men geen rum wil gebruiken.
- Caipiroska: Bijna hetzelfde als de Caipirissima, maar dan is de rum vervangen door wodka.
- Caipirinha: Bijna hetzelfde als de Caipirissima, maar dan is de rum vervangen door cachaça en wordt er muscavadosuiker gebruikt in plaats van bruine suiker.

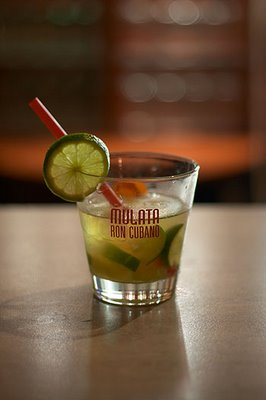
Een Caipisissima